# Phaethornis anthophilus
Phaethornis anthophilus là một loài chim trong họ Trochilidae.